# Estirp indomable
Estirp indomable (títol original: King of the Gypsies) és una pel·lícula estatunidenca dirigida per Frank Pierson, estrenada el 1978. Ha estat doblada al català.

## Argument
Dos clans de la comunitat gitana dels Estats Units discuteixen amb motiu de la celebració d'un matrimoni. El Rei Zharco i la seva esposa Rachel visiten la tribu de Giorge per tal de demanar per al seu fill Groffo la mà de la jove Rose, que passaria a formar part del clan del seu marit. Zharko la considera un bon partit per al seu fill. Fruit d'aquesta unió naixerà Dave, ullet dret del Rei, que es veurà forçat a tenir relacions incestuoses amb la seva pròpia mare.

## Repartiment
- Eric Roberts: Dave
- Sterling Hayden: Rei Zharko Stepanowicz
- Shelley Winters: reina Rachel
- Susan Sarandon: Rose
- Brooke Shields: Tita
- Annette O'Toole: Sharon
- Judd Hirsch: Groffo
- Annie Potts: Persa
- Michael V. Gazzo: Spiro Giorgio
- Antonia Rey: Danitza Giorgio
- Matthew Laborteaux: Dave, de jove
- Alice Drummond: Infermera de Zharko
- Rachel Ticotin: Aeuse gitane
- Sam Coppola: (No surt als crèdits)

## Nominacions
- 36a cerimònia dels Globus d'Or 1979: Globus d'Or a la revelació masculina de l'any per Eric Roberts